# Rupia indonèsia
La rupia indonèsia (en indonesi rupiah Indonesia o, simplement, rupiah) és la moneda d'Indonèsia. El codi ISO 4217 és IDR i s'acostuma a abreujar Rp. Tradicionalment s'ha subdividit en 100 sen, tot i que, a causa del poc valor de la moneda, ja fa temps que la fracció no està en circulació. De fet, a començament del 2009, la rupia indonèsia era la quarta unitat monetària de valor més baix del món.

## Història
La rupia, el nom de la qual es va agafar de la moneda índia, es va introduir el 1945 en aquelles parts de les Índies Neerlandeses que estaven sota control de la República d'Indonèsia. Durant la guerra civil del 1945 al 1949 va circular juntament amb el florí de les Índies Neerlandeses i la rupia de les Índies Neerlandeses. A la fi del 1949 la rupia indonèsia va substituir les altres unitats monetàries en circulació. També les illes Riau i la meitat indonèsia de Nova Guinea (Irian Barat) van tenir les seves pròpies variants de rupia, que foren finalment integrades dins la rupia indonèsia el 1964 i el 1971 respectivament (vegeu rupia de Riau i rupia de Nova Guinea Occidental).
A causa de la forta inflació, el 13 de desembre del 1965 es va adoptar una nova rupia que en costava 1.000 de les antigues. La crisi financera del sud-est asiàtic del 1997-1998 va reduir de cop i volta el valor de la rupia en un 35% i fou un dels factors principals que van precipitar la caiguda del govern del president Suharto. La rupia, que tenia una taxa de canvi d'entre 2.000–3.000 rupies per dòlar, va arribar a un mínim de 16.800 rupies per dòlar el juny del 1998. Tot i que ha recuperat una bona part del seu valor, continua tenint uns nivells de canvi molt baixos.

## Monedes i bitllets

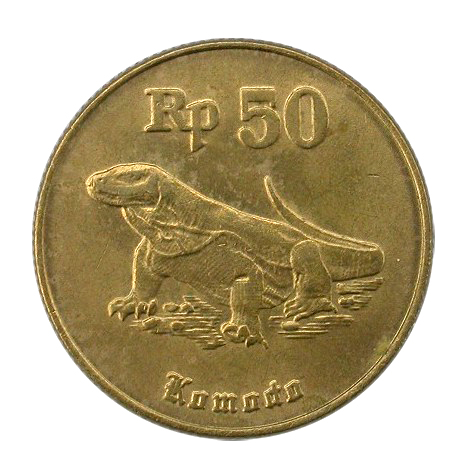
Moneda de 50 rupies

Emesa pel Banc d'Indonèsia (Bank Indonesia), en circulen monedes de 25, 50, 100, 200, 500 i 1.000 rupies, i bitllets de 1.000, 2.000, 5.000, 10.000, 20.000, 50.000 i 100.000 rupies. A causa del valor tan baix de la rupia indonèsia, les monedes tenen una circulació ben escassa.

## Taxes de canvi
- 1 EUR = 11.517,08 IDR (11 de juliol del 2006)
- 1 USD = 9.042,00 IDR (11 de juliol del 2006)